# Di, Burkina Faso
Di là một tổng thuộc tỉnh Sourou ở tây bắc Burkina Faso. Thủ phủ là thị xã Di. Dân số năm 2006 là 24.142 người.

## Các thị xã và làng xã
Benkadi, Bossé, Bouna, Débé, Donon, Koromé, Lo, Niassan, Niassari, Oué, Poro, Poura, Toma-Ilé, Toma-koura, Tourou và Touroukoro.